# Chotěboř
Chotěboř (tjekkisk udtale: [ˈxocɛbor̝̊] ; tysk: Chotieborsch) er en by i distriktet Havlíčkův Brod i regionen Vysočina i Tjekkiet med omkring 9.100 indbyggere. Den historiske bymidte er velbevaret og er beskyttet ved lov som en urban monumentzone.
Landsbyerne og bebyggelserne Bílek, Dobkov, Klouzovy, Počátky, Příjemky, Rankov, Střížov og Svinný er administrative dele af Chotěboř.

## Etymologi
Navnet er afledt af det personlige navn Chotěbor. Der var Chotěbors herregård, sandsynligvis ejet af den adelige Chotěbor af Vchynice.

## Geografi
Chotěboř ligger omkring 14 km  nordøst for Havlíčkův Brod og 34 km  nord for Jihlava. Det ligger i de øvre Sázava-bakker. Det højeste punkt er bakken Fiedlerův kopec på 615 meter  over havets overflade. Der er flere fiskedamme i udkanten af byen.

## Historie
Den første skriftlige omtale af Chotěboř er fra 1265. På grund af sølvminerne i nærheden købte kong Johannes af Bøhmen landsbyen og i 1331 forfremmede han den til en by. Den var en kongeby indtil slutningen af det 15. århundrede, hvor den blev erhvervet af Trčka af Lípa-familien.
I løbet af det 17. og 18. århundrede skiftede ejerne ofte. Vilém Leopold Kinsky byggede et slot der i 1701-1702. Fra 1836 til 1948 var slottet ejet af  familien Dobřenský af Dobřenice. Slottet blev returneret til deres ejerskab i 1992.

## Seværdigheder
Chotěboř er kendt for Chotěboř Slot. Det er en barokbygning med italienske arkitekturelementer. Den indeholder en udstilling af bymuseet. Slotskomplekset omfatter et Treenighedskapel og en park i engelsk stil.
Bytorvet er omkranset af neoklassiske huse. De blev bygget ved genopbygning af de huse, der blev ødelagt af brand i 1832, og arkaderne blev muret op. Pladsens vartegn er det tidligere rådhus med et typisk klokketårn.
Kirken Sankt Jakob den Store blev bygget på stedet for et romansk kapel fra det 12. århundrede, som var ældre end byen. Kirken blev genopbygget mange gange efter hyppige brande. Dens nuværende form er efter den nygotiske genopbygning i 1894-1895.